# Halálozások 1962-ben
Ez a szócikk az 1962-es évben elhunyt nevezetes személyeket sorolja fel.

## Ismeretlen hónap
| Dátum          | Név                   | Foglalkozás / tisztség                                                                                   | Kor | Forrás |
| -------------- | --------------------- | --- | --- | ------ |
| Ismeretlen nap | Baán Kálmán           | genealógus, heraldikus                                                                                   | 054 | —      |
| Ismeretlen nap | Borbíró Ferenc        | Szabadka főjegyzője (1908–1915), Baja város polgármestere (1915–1918, 1921–1937), Kassa főispánja (1939) | 083 | —      |
| Ismeretlen nap | William Burnlee Curry | angol reformpedagógus                                                                                    | 062 | —      |
| Ismeretlen nap | Csia Sándor           | orvos | 077 | —      |
| Ismeretlen nap | Dovcsák Antal         | vasesztergályos, politikus, szakszervezeti vezető                                                        | 083 | —      |
| Ismeretlen nap | Karvaly Gyula         | építész                                                                                                  | 088 | —      |
| Ismeretlen nap | Kertész Vilmos        | válogatott labdarúgó                                                                                     | 072 | —      |
| Ismeretlen nap | Kiss Pál              | magyar származású, Franciaországban élt iparművész, díszműlakatos                                        | 076 | —      |
| Ismeretlen nap | Löffler Samu Sándor   | építész                                                                                                  | 085 | —      |
| Ismeretlen nap | Rátz Mihály           | kolozsvári, építész, vállalkozó                                                                          | 078 | —      |
| Ismeretlen nap | Sipos Szilárd         | magyar nemzetközi labdarúgó-játékvezető                                                                  | 039 | —      |
| Ismeretlen nap | Aurel Socol           | román ügyvéd, politikus                                                                                  | 062 | —      |
| Ismeretlen nap | Szabó György          | válogatott labdarúgó, középfedezet                                                                       | 041 | —      |
| Ismeretlen nap | Szuromi Péter         | néptáncos, a Népművészet Mestere                                                                         | 058 | —      |
| Ismeretlen nap | Tihanyi Vilmos        | színész, színházrendező                                                                                  | 080 | —      |
| Ismeretlen nap | Vékás Lajos           | nyomdai igazgató, törvényszéki bíró, közgazdasági szakíró, politikus                                     | 082 | —      |
| Ismeretlen nap | Werner Ignác          | válogatott labdarúgó, jobbfedezet                                                                        | 061 | —      |
| Ismeretlen nap | Wilheim Vilmos        | labdarúgó és edző, banktisztviselő                                                                       | 067 | —      |

## December
| Dátum        | Név                     | Foglalkozás / tisztség | Kor | Forrás |
| ------------ | ----------------------- | --- | --- | ------ |
| december 31. | Halmágyi Samu           | erdélyi magyar költő, publicista | 082 | —      |
| december 31. | Peéry Piri              | színésznő, író, forgatókönyvíró, műfordító | 058 | —      |
| december 30. | Remenyik Zsigmond       | író | 062 | —      |
| december 30. | Varga István            | posztumusz Széchenyi-díjas közgazdász, gazdaságpolitikus | 065 | —      |
| december 29. | Keresztessy József      | olimpiai ezüstérmes (1912) magyar tornász | 077 | —      |
| december 27. | John Howcroft           | angol nemzetközi labdarúgó-játékvezető | 088 | —      |
| december 25. | Warren Austin           | amerikai politikus, szenátor (Vermont, 1931–1946) | 085 | —      |
| december 24. | Wilhelm Ackermann       | német matematikus | 066 | —      |
| december 24. | Sándor Kálmán           | író | 059 | —      |
| december 23. | Bosnyákovits Károly     | válogatott labdarúgó, csatár | 075 | —      |
| december 23. | Harmodio Arias Madrid   | panamai politikus, köztársasági elnök (1931 és 1932–1936) | 076 |        |
| december 22. | Jules Pirard            | olimpiai bronzérmes (1920) francia tornász | 077 | —      |
| december 21. | Asbjørn Bodahl          | olimpiai ezüstérmes (1920) norvég tornász | 066 | —      |
| december 21. | Gary Hocking            | rodéziai gyorsasági motor- és autóversenyző, kétszeres gyorsasági motor világbajnok | 025 | —      |
| december 20. | Emil Artin              | osztrák matematikus | 064 | —      |
| december 19. | Kovrig Béla             | szociológus, politikus, egyetemi tanár | 062 | —      |
| december 19. | Molnár Gyula            | katonatiszt, tanár, jogász, festő- és szobrászművész | 080 | —      |
| december 18. | Berzétey Ilona          | színésznő | 088 | —      |
| december 17. | Thomas Mitchell         | Oscar- és Tony-díjas amerikai színész, forgatókönyvíró | 070 | —      |
| december 16. | Szilassy Béla           | földbirtokos, politikus, református egyházkerületi főgondnok | 081 | —      |
| december 15. | Charles Laughton        | Oscar- és Grammy-díjas angol színész, rendező | 063 |        |
| december 15. | Schütz Balázs           | erdélyi római katolikus egyházi író | 072 | —      |
| december 15. | Jean Stern              | olimpiai bajnok (1908) francia párbajtőrvívó | 087 | —      |
| december 12. | Felix Aderca            | zsidó származású román prózaíró, költő, esszéista | 071 | —      |
| december 12. | Pagu                    | brazil író, költő, drámaíró, újságíró, műfordító, politikus, a brazil modernista mozgalom egyik fő aktivistája                                                                                        | 052 | —      |
| december 11. | Pröhle Károly           | evangélikus lelkész, teológus, egyetemi tanár, főszerkesztő | 087 | —      |
| december 11. | Theodorus van Zwieteren | holland nemzetközi labdarúgó-játékvezető | 075 | —      |
| december 10. | Geréb László            | író, irodalomtörténész, műfordító | 057 | —      |
| december 7.  | Kirsten Flagstad        | norvég operaénekesnő | 067 |        |
| december 6.  | Jaroslav Böhm           | cseh régész | 061 | —      |
| december 6.  | Otto Johannessen        | olimpiai (1920) ezüstérmes norvég tornász | 068 | —      |
| december 6.  | Marczell Mihály         | esztergomi főegyházmegyés áldozópap, pápai kamarás, tiszteletbeli kanonok, prelátus, 1948-tól apostoli protonotárius; egyetemi tanár, rektor, papnevelő, egyházi író, szerkesztő, cenzor és hitszónok | 079 | —      |
| december 5.  | Szenkár Dezső           | karmester, zeneszerző | 068 | —      |
| december 4.  | Carl Larsen             | olimpiai ezüstérmes (1912) dán tornász | 076 | —      |
| december 2.  | Bíró Vencel             | romániai magyar történész, piarista szerzetes | 077 | —      |
| december 1.  | Joseph C. O’Mahoney     | amerikai politikus, szenátor (Wyoming, 1934–1953 és 1954–1961) | 078 | —      |
| december 1.  | Jørgen Ravn             | olimpiai ezüstérmes (1912) dán tornász | 078 | —      |
| december 1.  | Henri Wallon            | francia orvos, filozófus, szociálpszichológus, neuropszichiáter, tanár és politikus | 083 | —      |

## November
| Dátum        | Név                  | Foglalkozás / tisztség                                                   | Kor | Forrás |
| ------------ | -------------------- | ------------------------------------------------------------------------ | --- | ------ |
| november 28. | Molnár Béla          | sebész, egyetemi tanár, az orvostudományok doktora, Kossuth-díjas        | 076 |        |
| november 28. | Vilma                | holland királynő                                                         | 082 |        |
| november 26. | Poór Lili            | színésznő                                                                | 076 | —      |
| november 26. | Albert Sarraut       | francia jogász, politikus, miniszterelnök (1933 és 1936)                 | 090 | —      |
| november 23. | Kapitány István      | repülőgép-vezető, főpilóta                                               | 033 | —      |
| november 23. | Jean-Pierre Lamboray | luxemburgi festő                                                         | 080 |        |
| november 22. | René Coty            | francia ügyvéd, politikus, köztársasági elnök (1954–1959)                | 080 | —      |
| november 22. | Rom Pál              | vegyész, gyógyszerész                                                    | 060 | —      |
| november 21. | Schrodt István       | gépészmérnök                                                             | 074 | —      |
| november 19. | Pierre Hamp          | francia író                                                              | 086 | —      |
| november 18. | Niels Bohr           | Nobel-díjas dán fizikus, az atomszerkezet és a kvantummechanika kutatója | 077 |        |
| november 18. | Dennis Chavez        | amerikai politikus, szenátor (Új-Mexikó, 1935–1962)                      | 074 | —      |
| november 14. | Pohárnok Jenő        | tanító, költő, író, újságíró                                             | 063 | —      |
| november 12. | Lehár Antal          | katonatiszt                                                              | 086 | —      |
| november 11. | Hedri Endre          | sebészorvos                                                              | 069 | —      |
| november 8.  | Kocsis Ferenc        | válogatott labdarúgó, balhátvéd                                          | 058 | —      |
| november 7.  | Eleanor Roosevelt    | amerikai diplomata, az Egyesült Államok first lady-je (1933–1945)        | 078 |        |
| november 5.  | Nagy Béla            | katonatiszt                                                              | 080 | —      |
| november 3.  | Antonius van Loon    | olimpiai ezüstérmes (1920) holland kötélhúzó                             | 074 | —      |
| november 2.  | Wildt József         | erdélyi magyar matematikus, tanár                                        | 067 | —      |
| november 1.  | Radnai Béla          | gyorsíró, az egységes magyar gyorsírás megalkotója                       | 070 | —      |
| november 1.  | Ricardo Rodríguez    | mexikói autóversenyző, Formula–1-es pilóta                               | 020 | —      |
| november 1.  | Xántus János         | földrajztudós, geológiai és földrajzi szakíró                            | 073 | —      |

## Október
| Dátum       | Név                            | Foglalkozás / tisztség                                                                                 | Kor | Forrás |
| ----------- | ------------------------------ | --- | --- | ------ |
| október 25. | Kenyeres Imre                  | író, újságíró, irodalomtörténész, lapszerkesztő                                                        | 051 | —      |
| október 24. | Bródy Lili                     | költő, író, újságíró                                                                                   | 056 |        |
| október 23. | Henry D. Hatfield              | amerikai politikus, szenátor (Nyugat-Virginia, 1929–1935)                                              | 087 | —      |
| október 22. | Sigmund Neumann                | német politológus és szociológus.                                                                      | 058 | —      |
| október 20. | Bruno Belin                    | jugoszláv-horvát labdarúgóhátvéd                                                                       | 033 | —      |
| október 19. | Ibrányi Mihály                 | katonatiszt az első- és második világháború idején                                                     | 066 | —      |
| október 19. | Lányi Viktor Géza              | zeneszerző, író, műfordító                                                                             | 073 | —      |
| október 18. | Neufeld Béla                   | orvos, szociológiai író                                                                                | 068 | —      |
| október 18. | Petrovics Szvetiszláv          | színész                                                                                                | 068 | —      |
| október 17. | Natalja Szergejevna Goncsarova | orosz festőművész                                                                                      | 081 | —      |
| október 17. | Wenk János                     | kétszeres Európa-bajnok, tizenkétszeres magyar bajnok vízilabdázó és úszó, olimpikon                   | 068 | —      |
| október 16. | Karađorđević Ilona             | szerb királyi hercegnő, orosz hercegné                                                                 | 077 | —      |
| október 15. | Miskey Árpád                   | birkózó, olimpikon                                                                                     | 076 | —      |
| október 13. | Vigyázó János                  | jogász, MÁV-ügyész, a hazai turistamozgalom úttörője                                                   | 074 | —      |
| október 10. | Teleki László                  | földbirtokos, magyarországi református ifjúsági vezető, cserkész                                       | 049 | —      |
| október 9.  | Milan Vidmar                   | szlovén mérnök, a Szlovén Tudományos Akadémia tagja, sakkozó, nemzetközi versenybíró, filozófus és író | 077 | —      |
| október 7.  | Scrapper Blackwell             | amerikai blues gitáros, énekes                                                                         | 059 | —      |
| október 5.  | Szablya-Frischauf Ferenc       | festő- és iparművész, művészeti író, az Iparművészeti Főiskola tanára és igazgatója                    | 086 | —      |
| október 4.  | Jelinek Tivadar                | válogatott labdarúgó, középcsatár                                                                      | 064 | —      |
| október 4.  | Müller Edwin                   | osztrák gépészmérnök, filatéliai kutató és szakíró                                                     | 063 | —      |
| október 3.  | Dienes János                   | Munkácsy-díjas festőművész                                                                             | 078 | —      |
| október 2.  | Reményi Béla                   | József Attila-díjas költő, elbeszélő, műfordító                                                        | 048 | —      |
| október 1.  | Hans Ankwicz-Kleehoven         | osztrák művészettörténész, könyvtáros                                                                  | 079 | —      |
| október 1.  | Ludwig Bemelmans               | osztrák származású amerikai író és illusztrátor                                                        | 064 | —      |

## Szeptember
| Dátum          | Név                                           | Foglalkozás / tisztség                                                                                    | Kor | Forrás |
| -------------- | --------------------------------------------- | --- | --- | ------ |
| szeptember 28. | Schleicher Aladár                             | fémkohómérnök és metallográfus                                                                            | 081 | —      |
| szeptember 27. | Christian Juhl                                | olimpiai bajnok (1920) dán tornász                                                                        | 064 | —      |
| szeptember 23. | Ernst Schwarz                                 | német zoológus                                                                                            | 072 | —      |
| szeptember 21. | Marie Bonaparte                               | francia hercegnő, házassága révén görög és dán királyi hercegné, pszichoanalitikus                        | 080 | —      |
| szeptember 20. | Jócsák János                                  | romániai magyar tankönyvíró, irodalomtörténész                                                            | 044 | —      |
| szeptember 20. | Curley Weaver                                 | amerikai blues-zenész                                                                                     | 056 | —      |
| szeptember 19. | Nyikolaj Pogogyin                             | szovjet újságíró, drámaíró                                                                                | 061 | —      |
| szeptember 18. | Aranyossi Pál                                 | újságíró, műfordító                                                                                       | 075 | —      |
| szeptember 18. | Neumann Teréz ( Konnersreuthi Neumann Teréz ) | a legismertebb női stigmatizált                                                                           | 064 | —      |
| szeptember 16. | Wlassics Gyula                                | jogász, kultúrpolitikus, író, a Vallás- és Közoktatásügyi Minisztérium helyettes államtitkára (1925–1945) | 077 | —      |
| szeptember 15. | William Coblentz                              | amerikai fizikus                                                                                          | 088 |        |
| szeptember 11. | Vlagyimir Artyemjev                           | orosz-szovjet rakétatervező                                                                               | 077 | —      |
| szeptember 11. | Ueda Kenkicsi                                 | a Japán Császári Hadsereg tábornoka az 1930-as években                                                    | 087 | —      |
| szeptember 9.  | Vlagyimir Klimov                              | szovjet katonatiszt, mérnök, repülőgépmotor- és hajtóműtervező                                            | 070 | —      |
| szeptember 9.  | Oslay József Osvald                           | katolikus pap, ferences szerzetes, tartományfőnök                                                         | 083 | —      |
| szeptember 8.  | Solomon Linda                                 | dél-afrikai zenész, énekes és dalszerző                                                                   | 053 | —      |
| szeptember 8.  | Ziffer Sándor                                 | festő, művészetszervező, érdemes művész                                                                   | 082 | —      |
| szeptember 7.  | Karen Blixen                                  | dán író                                                                                                   | 077 | —      |
| szeptember 7.  | Georg Ulrich Handke                           | német (NDK) politikus, miniszter és diplomata                                                             | 068 | —      |
| szeptember 7.  | Josikava Eidzsi                               | japán író                                                                                                 | 070 | —      |
| szeptember 7.  | Klug Frigyes                                  | nemzetközi labdarúgó-játékvezető                                                                          | 075 | —      |
| szeptember 7.  | Trócsányi Dezső                               | filozófiai és pedagógiai író, művelődéstörténész                                                          | 073 | —      |
| szeptember 6.  | Hanns Eisler                                  | német zeneszerző, egyetemi tanár                                                                          | 064 | —      |
| szeptember 6.  | Lesenyi Ferenc                                | erdőmérnök                                                                                                | 075 | —      |
| szeptember 6.  | Ellen Osiier                                  | olimpiai bajnok (1924) tőrvívó                                                                            | 072 |        |
| szeptember 3.  | E. E. Cummings                                | amerikai költő, író, festő                                                                                | 067 | —      |
| szeptember 2.  | Frederik Hansen                               | olimpiai ezüstérmes (1920) dán tornász                                                                    | 066 | —      |
| szeptember 2.  | Kádár Tibor                                   | erdélyi magyar grafikus és festő, főiskolai művészpedagógus                                               | 043 | —      |
| szeptember 1.  | Bulla Béla                                    | földrajztudós, egyetemi tanár, az MTA levelező tagja                                                      | 055 | —      |

## Augusztus
| Dátum          | Név                      | Foglalkozás / tisztség | Kor | Forrás |
| -------------- | ------------------------ | --- | --- | ------ |
| Ismeretlen nap | Léon Binoche             | olimpiai bajnok (1900) francia rögbijátékos                                                                                              | 084 | —      |
| augusztus 30.  | Dienes András            | író, irodalomtörténész | 057 | —      |
| augusztus 30.  | Tóth Kálmán              | erdélyi magyar bibliográfus | 052 | —      |
| augusztus 28.  | Rácz Béla                | cigányprímás, zeneszerző, zenekarvezető                                                                                                  | 063 | —      |
| augusztus 26.  | Gárday Lajos             | színész | 078 | —      |
| augusztus 26.  | Neogrády László          | festő | 066 | —      |
| augusztus 26.  | Dušan Simović            | szerb nemzetiségű tábornok, a jugoszláv légierő, később a hadsereg főparancsnoka, politikus, hadügyminiszter, miniszterelnök (1941–1942) | 079 | —      |
| augusztus 25.  | Jānis Jaunsudrabiņš      | lett író, drámaíró és festő | 085 | —      |
| augusztus 24.  | Márton A. Géza           | erdélyi magyar agrármérnök, mezőgazdasági szakíró                                                                                        | 058 | —      |
| augusztus 23.  | Sas Andor                | történész, irodalomtörténész, tanár | 075 | —      |
| augusztus 22.  | Charles Rigoulot         | olimpiai bajnok (1924) francia súlyemelő, autóversenyző, színész                                                                         | 058 | —      |
| augusztus 19.  | Jean Lucienbonnet        | francia autóversenyző | 039 | —      |
| augusztus 18.  | Bogár Gizi               | színésznő | 080 | —      |
| augusztus 18.  | Max Fabiani              | olasz–osztrák–szlovén építész | 097 | —      |
| augusztus 18.  | Szabó Gyula              | színész, operaénekes (bariton) | 079 | —      |
| augusztus 15.  | Dan Bain                 | kanadai sportoló (jégkorongozó, görkorcsolyázó, tornász, lövész) és kereskedő                                                            | 088 | —      |
| augusztus 13.  | Vasil Avrami             | albán politikus, jogász, két alkalommal Albánia igazságügy-minisztere (1930–1931, 1933–1935)                                             | 072 | —      |
| augusztus 13.  | Sarlay István            | császári és királyi katonatiszt, magyar királyi csendőrtiszt                                                                             | 068 | —      |
| augusztus 9.   | Hermann Hesse            | Nobel-díjas német-svájci író, költő, festő                                                                                               | 085 |        |
| augusztus 8.   | Janagita Kunio           | japán folklorista | 087 | —      |
| augusztus 8.   | Románné Goldzieher Klára | textilművész, grafológus | 080 | —      |
| augusztus 6.   | Demjén István            | református lelkész | 074 | —      |
| augusztus 6.   | Zászkaliczky Pál         | evangélikus lelkész, esperes | 056 | —      |
| augusztus 5.   | Marilyn Monroe           | Golden Globe-díjas amerikai színésznő, fotómodell, énekesnő, szexszimbólum                                                               | 036 |        |
| augusztus 4.   | Jean Brichaut            | belga válogatott labdarúgó | 051 | —      |
| augusztus 1.   | Gömöry Vilma             | színésznő | 076 | —      |

## Július
| Dátum      | Név                        | Foglalkozás / tisztség                                                                                   | Kor | Forrás |
| ---------- | -------------------------- | --- | --- | ------ |
| július 31. | Meczner Lajos              | Ybl-díjas építész                                                                                        | 072 |        |
| július 30. | Luigi Carnera              | olasz csillagász                                                                                         | 087 |        |
| július 30. | René Bourbon–parmai herceg | a Bourbon-ház parmai ágából származó herceg                                                              | 067 |        |
| július 29. | Leonardo De Lorenzo        | olasz fuvolaművész, zenepedagógus                                                                        | 086 |        |
| július 28. | Jozef Roháček              | szlovák protestáns lelkész, bibliafordító, tanár                                                         | 085 |        |
| július 27. | Richard Aldington          | angol író, költő                                                                                         | 070 |        |
| július 27. | Josef Hegenbarth           | német festő, grafikus, illusztrátor                                                                      | 078 |        |
| július 27. | Richard Herrmann           | világbajnok (1954) válogatott nyugatnémet labdarúgó, csatár                                              | 039 |        |
| július 26. | Ġorġ Preca                 | máltai karmelita szerzetes, a laikus Keresztény Tanítás Társasága mozgalom (SDC, M.U.S.E.U.M.) alapítója | 082 |        |
| július 25. | Bálint András              | tanító, néprajzkutató, közíró                                                                            | 075 | —      |
| július 25. | Orsós Ferenc               | a holokausztban aktív szerepet vállaló patológus, egyetemi tanár                                         | 082 | —      |
| július 23. | Henry Dworshak             | amerikai politikus, szenátor (Idaho, 1946–1949 és 1949–1962)                                             | 067 | —      |
| július 20. | Mally Antal                | labdarúgó, edző                                                                                          | 071 | —      |
| július 18. | Kormos Ilonka              | színésznő                                                                                                | 079 | —      |
| július 17. | Bánk Ernő                  | festő és grafikus                                                                                        | 079 | —      |
| július 17. | Naményi Lajos              | orvos, író, pszichiáter                                                                                  | 069 | —      |
| július 9.  | Georges Bataille           | francia filozófus, szociológus, művészettörténész                                                        | 064 |        |
| július 7.  | Förster Aurél              | klasszika-filológus, egyetemi tanár, a Magyar Tudományos Akadémia rendes tagja                           | 085 |        |
| július 7.  | Sándor Vilmos              | gazdaságtörténész                                                                                        | 059 |        |
| július 6.  | William Faulkner           | Nobel-díjas amerikai író                                                                                 | 064 |        |
| július 6.  | Habsburg József            | magyar kormányzó                                                                                         | 089 | —      |
| július 6.  | Miskolczy Gyula            | történész, levéltáros                                                                                    | 069 | —      |
| július 5.  | Halvor Birch               | olimpiai ezüst- (1906) és bronzérmes (1912) dán tornász                                                  | 077 | —      |
| július 4.  | Fleischmann László         | orvos, fül-orr-gégész                                                                                    | 084 | —      |
| július 4.  | Adolf Meschendörfer        | erdélyi szász író                                                                                        | 085 | —      |

## Június
| Dátum      | Név                           | Foglalkozás / tisztség                                    | Kor | Forrás |
| ---------- | ----------------------------- | --------------------------------------------------------- | --- | ------ |
| június 30. | Laky Dezső                    | statisztikus, közgazdász, gazdaságpolitikus, az MTA tagja | 075 | —      |
| június 27. | Lung Jün                      | kínai politikus, tartománykormányzó                       | 077 | —      |
| június 27. | Paul Viiding                  | észt író, költő, kritikus és műfordító                    | 058 | —      |
| június 22. | Francis H. Case               | amerikai politikus, szenátor (Dél-Dakota, 1951–1962)      | 065 | —      |
| június 22. | Uray Tivadar                  | Kossuth-díjas magyar színész                              | 066 | —      |
| június 19. | Frank Borzage                 | kétszeres Oscar-díjas amerikai rendező                    | 068 | —      |
| június 19. | Arvor Hansen                  | olimpiai bronzérmes (1912) dán tornász                    | 075 | —      |
| június 18. | Alekszej Antonov              | szovjet–orosz katonatiszt, hadseregtábornok               | 065 | —      |
| június 16. | Huth Tivadar                  | orvos, urológus                                           | 065 | —      |
| június 15. | Antonin Gadal                 | francia történész, író és misztikus, a katharok kutatója  | 085 | —      |
| június 13. | Eugene Aynsley Goossens       | angol karmester, zeneszerző                               | 069 |        |
| június 12. | John Ireland                  | brit zeneszerző, zongora- és orgonaművész                 | 082 | —      |
| június 10. | Francisco Bru                 | spanyol labdarúgó, edző, szövetségi kapitány              | 077 | —      |
| június 10. | Vastagh Györgyné Benczúr Olga | képző- és iparművész                                      | 084 | —      |
| június 9.  | Georg Altmann                 | német színháztörténész, színigazgató                      | 077 | —      |
| június 9.  | Háry Lajos                    | romániai magyar díszlettervező                            | 047 | —      |
| június 8.  | Gottlieb Duttweiler           | svájci politikus, vállalkozó                              | 073 | —      |
| június 6.  | Yves Klein                    | francia képzőművész                                       | 034 | —      |
| június 4.  | William Beebe                 | amerikai zoológus, tengerkutató                           | 084 | —      |
| június 4.  | Lapusnyik Béla                | titkosszolgálati tiszt                                    | 024 | —      |
| június 2.  | Fülöp Ferenc                  | néptáncos                                                 | 077 | —      |
| június 2.  | Peter Ryan                    | amerikai születésű kanadai autóversenyző                  | 022 | —      |

## Május
| Dátum     | Név                      | Foglalkozás / tisztség                                                            | Kor | Forrás |
| --------- | ------------------------ | --------------------------------------------------------------------------------- | --- | ------ |
| május 31. | Henry F. Ashurst         | amerikai politikus, szenátor (Arizona, 1912–1941)                                 | 087 | —      |
| május 31. | Adolf Eichmann           | német SS-alezredes, a Nemzetiszocialista Német Munkáspárt vezető tagja            | 056 |        |
| május 30. | Bánkuti Andor            | labdarúgó-játékvezető                                                             | 054 | —      |
| május 30. | Frank A. Barrett         | amerikai politikus, szenátor (Wyoming, 1953–1959)                                 | 069 | —      |
| május 30. | Pierre Gilliard          | svájci pedagógus, író, 1905 és 1918 között II. Miklós orosz cár leányainak tanára | 083 | —      |
| május 30. | Vadas Ernő               | fényképész, fotóművész, a Magyar Távirati Iroda főmunkatársa                      | 062 | —      |
| május 28. | Assar Gabrielsson        | svéd iparos, közgazdász, az SKF részlegvezetője és a Volvo társalapítója          | 070 | —      |
| május 28. | Rass Károly              | romániai magyar irodalomtörténész, író                                            | 090 | —      |
| május 28. | Sennyei Vera             | színésznő                                                                         | 047 | —      |
| május 27. | M. Pogány Béla           | író, kritikus, esszéista                                                          | 066 | —      |
| május 25. | Ádám Zsigmond            | pedagógus, az első magyarországi gyermekváros megszervezője és vezetője           | 055 | —      |
| május 23. | Douglas Carruthers       | brit felfedező és természettudós                                                  | 079 | —      |
| május 23. | Fodor Ferenc             | geográfus, kartográfus-történész                                                  | 075 | —      |
| május 20. | Járay Imre               | matematika–fizika szakos középiskolai tanár                                       | 078 | —      |
| május 20. | Josef Uridil             | osztrák válogatott labdarúgó, edző                                                | 066 | —      |
| május 18. | Kalotai Gábor            | újságíró, dramaturg, író                                                          | 057 | —      |
| május 18. | Veress Ferenc            | erdélyi magyar orvos, bőrgyógyász, orvosi szakíró                                 | 075 | —      |
| május 17. | Daniel Sorano            | francia színész                                                                   | 041 | —      |
| május 14. | Báthy Anna               | opera-énekesnő (szoprán)                                                          | 060 | —      |
| május 14. | Silpa Bhirasri           | olasz-thai szobrász                                                               | 069 | —      |
| május 11. | Kócsy Jenő               | újságíró, szerkesztő                                                              | 066 | —      |
| május 11. | Hans Luther              | német politikus, kancellár (1925–1928)                                            | 083 | —      |
| május 9.  | Péterfi István           | ügyvéd, újságíró, zenekritikus                                                    | 077 | —      |
| május 8.  | Joe Albi                 | amerikai olasz ügyvéd                                                             | 069 | —      |
| május 6.  | Virginia Andreescu Haret | román építész; az első nő, aki építészi oklevelet szerzett Romániában             | 067 | —      |
| május 5.  | Aczél István             | közgazdász                                                                        | 050 | —      |
| május 5.  | Edison Pettit            | amerikai csillagász                                                               | 072 |        |
| május 1.  | Hans Lem                 | olimpiai ezüstérmes (1908) norvég tornász                                         | 073 | —      |

## Április
| Dátum       | Név                     | Foglalkozás / tisztség | Kor | Forrás |
| ----------- | ----------------------- | --- | --- | ------ |
| április 29. | Rakovszky György        | katonatiszt | 069 | —      |
| április 29. | Várady Ilona            | író, műfordító | 081 | —      |
| április 28. | Gianna Beretta Molla    | olasz asszony, orvos, aki elutasította az abortuszt, ami szükséges lett volna élete megmentéséhez, de egyben a magzata halálához is vezetett volna | 039 | —      |
| április 27. | Zeke Meyer              | amerikai autóversenyző | 070 | —      |
| április 25. | Mertz Tibor Róbert      | orvos, belgyógyász | 059 | —      |
| április 24. | Braun Paula             | zongoraművész, pedagógus | 080 | —      |
| április 24. | Leo Zobel               | szlovák sakkozó | 067 | —      |
| április 20. | Harmat Artúr            | katolikus egyházi zeneszerző, a Zeneakadémia tanára, karnagy, az Országos Magyar Cecília Egyesület alelnöke                                        | 076 | —      |
| április 20. | Tóth Lajos              | erdélyi magyar katolikus, majd református pap, tanár, újságíró, közíró                                                                             | 083 | —      |
| április 17. | Albel Ferenc            | fúrómester, bányagondnok, sztahanovista | 070 | —      |
| április 17. | Pierre Larquey          | francia színész | 077 |        |
| április 17. | Marschalkó Béla         | építész | 077 | —      |
| április 15. | Linder Béla             | katonatiszt, hadügyminiszter, tárca nélküli miniszter                                                                                              | 086 | —      |
| április 14. | Barátky Gyula           | magyar és román válogatott labdarúgó, csatár, edző                                                                                                 | 051 | —      |
| április 14. | Dénes György            | színész, konferanszié | 063 | —      |
| április 14. | Zöld Zoltán             | bánsági magyar zeneszerző, szövegíró | 064 | —      |
| április 13. | Csik Lajos              | orvos, genetikus | 060 | —      |
| április 12. | Ron Flockhart           | brit autóversenyző | 038 | —      |
| április 12. | Nils Hellsten           | olimpiai (1924) és világbajnoki bronzérmes svéd vívó                                                                                               | 076 | —      |
| április 12. | Antoine Pevsner         | orosz-francia festő, szobrász | 078 | —      |
| április 11. | Kardos László           | filmrendező, vágó | 058 | —      |
| április 11. | Sven Landberg           | olimpiai bajnok (1908 és 1912) svéd tornász | 073 | —      |
| április 10. | Lucienne Delyle         | francia énekesnő | 048 | —      |
| április 10. | Kertész Mihály          | Oscar-díjas magyar–amerikai filmrendező | 075 | —      |
| április 10. | Stuart Sutcliffe        | a The Beatles egykori basszusgitárosa, az 'ötödik Beatle'                                                                                          | 021 | —      |
| április 9.  | Leonyid Szolovjov       | orosz író és drámaíró | 055 | —      |
| április 6.  | Bruckner Győző          | jogász, jogakadémiai tanár, az MTA tagja | 084 | —      |
| április 6.  | Turóczi-Trostler József | Kossuth-díjas irodalomtörténész, a Magyar Tudományos Akadémia tagja                                                                                | 073 | —      |
| április 5.  | Boo Kullberg            | olimpiai bajnok (1912) svéd tornász | 072 | —      |
| április 4.  | Fekete Zoltán           | erdőmérnök, botanikus. | 084 | —      |
| április 4.  | Helena Kottler Vurnik   | szlovén festő | 079 | —      |
| április 1.  | Michel de Ghelderode    | belga avantgárd drámaíró | 063 | —      |
| április 1.  | Várnai Dániel           | politikus, író, újságíró, műfordító | 080 | —      |

## Március
| Dátum       | Név                               | Foglalkozás / tisztség                                                                                               | Kor | Forrás |
| ----------- | --------------------------------- | --- | --- | ------ |
| március 30. | Farkas Árpád                      | mezőgazdasági szakíró                                                                                                | 074 | —      |
| március 28. | Holub József                      | történész, jogtörténész                                                                                              | 076 | —      |
| március 27. | Joachim-Friedrich Huth            | német katona, harcolt mindkét világháborúban                                                                         | 065 | —      |
| március 25. | Paál Jób                          | újságíró | 073 | —      |
| március 24. | Gebauer Ernő                      | festőművész | 080 | —      |
| március 24. | Jean Goldkette                    | amerikai dzsesszzongorista, zenekarvezető                                                                            | 069 | —      |
| március 24. | Auguste Piccard                   | svájci fizikus, légkörkutató, feltaláló                                                                              | 078 | —      |
| március 23. | Lavotta Rezső                     | karmester, zeneszerző, zenetörténész, könyvtáros                                                                     | 085 | —      |
| március 21. | Beke Dénes                        | Kossuth-díjas szerves kémikus                                                                                        | 050 | —      |
| március 21. | Lajta Andor                       | újságíró, filmtörténész                                                                                              | 070 | —      |
| március 21. | Sándor Erzsi                      | operaénekesnő (szoprán)                                                                                              | 078 | —      |
| március 20. | Lászlóffy Kata                    | színésznő, műfordító                                                                                                 | 034 | —      |
| március 19. | Ivády Béla                        | politikus, földművelésügyi miniszter (1931–1932)                                                                     | 088 | —      |
| március 18. | Gajáry Márta                      | színésznő | 072 | —      |
| március 15. | Arthur Compton                    | Nobel-díjas amerikai fizikus                                                                                         | 069 | —      |
| március 15. | Mulúd Feraún                      | francia nyelven alkotó algériai berber (kabil) író                                                                   | 049 | —      |
| március 15. | Franz Weselik                     | osztrák labdarúgócsatár, edző                                                                                        | 058 | —      |
| március 14. | Kacsó Sándor                      | agronómus, a nádudvari Vörös Csillag Tsz elnöke                                                                      | 065 | —      |
| március 12. | Bevilaqua-Borsodi Béla            | író, város- és művészettörténész, muzeológus                                                                         | 077 | —      |
| március 12. | Erőss János                       | ügyvéd, politikus, közellátásügyi miniszter                                                                          | 072 | —      |
| március 12. | Kunffy Lajos                      | festő, jogász | 092 | —      |
| március 12. | Nagy Miklós                       | könyvtáros, történész, az Országgyűlési Könyvtár igazgatója (1921–1940), a Magyar Tudományos Akadémia levelező tagja | 081 | —      |
| március 11. | Csárszky József                   | csehszlovákiai magyar római katolikus püspök rozsnyói, majd kassai apostoli adminisztrátor                           | 075 | —      |
| március 10. | Dido Kvaternik                    | usztasa katonai vezető                                                                                               | 051 | —      |
| március 9.  | Megyery Ella                      | újságíró, író, szerkesztő                                                                                            | 072 | —      |
| március 7.  | Kovrig János                      | újságíró, utazó, író                                                                                                 | 063 | —      |
| március 6.  | Csányi Mátyás                     | zeneszerző, karmester                                                                                                | 077 | —      |
| március 5.  | Kókai Rezső                       | zeneszerző, zenetörténész és zeneesztéta                                                                             | 056 | —      |
| március 4.  | Sárkány Gyula                     | festőművész | 075 | —      |
| március 3.  | Pierre Benoit                     | francia író, költő                                                                                                   | 075 | —      |
| március 2.  | Wall Doxey                        | amerikai politikus, szenátor (Mississippi, 1941–1943)                                                                | 069 | —      |
| március 2.  | Charles-Jean de La Vallée Poussin | belga matematikus | 095 | —      |

## Február
| Dátum       | Név                   | Foglalkozás / tisztség                                                  | Kor | Forrás |
| ----------- | --------------------- | ----------------------------------------------------------------------- | --- | ------ |
| február 27. | Kovács László         | pedagógus, Kossuth-díjas népművelő                                      | 053 | —      |
| február 27. | Szerb Zsigmond        | orvos, belgyógyász, kórházi főorvos                                     | 094 | —      |
| február 26. | Hajdu Ferenc          | író, újságíró                                                           | 047 | —      |
| február 26. | Kismarty-Lechner Jenő | építész, építészettörténeti író                                         | 083 | —      |
| február 25. | Ujvári Imre           | újságíró, kritikus                                                      | 060 | —      |
| február 25. | Vajda Ödön            | gépészmérnök, egyetemi tanár                                            | 080 | —      |
| február 24. | Irving Ives           | amerikai politikus, szenátor (New York, 1947–1959)                      | 066 | —      |
| február 19. | Hans Cnobloch         | osztrák minisztériumi tisztviselő, diplomata                            | 090 | —      |
| február 19. | Sophus Hansen         | dán nemzetközi labdarúgó-játékvezető, labdarúgó                         | 072 | —      |
| február 19. | Georgiosz Papanikolau | görög orvos, nőgyógyász, onkológus                                      | 078 | —      |
| február 18. | Philippe Cattiau      | többszörös olimpiai és világbajnok francia tőr- és párbajtőrvívó        | 069 | —      |
| február 18. | Erik Granfelt         | olimpiai bajnok (1908) svéd tornász                                     | 078 | —      |
| február 18. | Madarász Emil         | költő, író, újságíró, műfordító                                         | 077 | —      |
| február 18. | Miklósy Zoltán        | levéltáros, történész                                                   | 078 | —      |
| február 17. | Gách István Lipót     | festő- és szobrászművész                                                | 081 | —      |
| február 17. | Bruno Walter          | német karmester, zeneszerző                                             | 085 | —      |
| február 16. | Marcel Lévesque       | francia színész (Éjjeli kaland), forgatókönyvíró                        | 084 |        |
| február 16. | Pasteiner Iván        | könyvtáros, a budapesti Egyetemi Könyvtár igazgatója, majd főigazgatója | 074 | —      |
| február 15. | Menen                 | etióp császárné                                                         | 072 | —      |
| február 14. | Marin Sirdani         | albán ferences szerzetes, pedagógus, folklorista, történész             | 077 | —      |
| február 13. | Ferenczy Gyula        | zeneszerző, színész                                                     | 070 | —      |
| február 12. | Szabados Miklós       | tizenötszörös világbajnok magyar asztaliteniszező                       | 049 | —      |
| február 11. | Acsády Károly         | író, újságíró                                                           | 054 | —      |
| február 11. | Balázs István         | vaskohómérnök                                                           | 080 | —      |
| február 11. | Kadocsa Gyula         | entomológus                                                             | 081 | —      |
| február 10. | Madarász Adeline      | festőművész                                                             | 090 | —      |
| február 10. | Sebestyén Sándor      | gordonkaművész, zenepedagógus                                           | 070 | —      |
| február 7.  | Caironi Camillo       | olasz nemzeti labdarúgó-játékvezető                                     | 061 | —      |
| február 5.  | Jacques Ibert         | francia zeneszerző                                                      | 071 | —      |
| február 3.  | Csia Lajos            | református lelkész, egyházi író, Bibliafordító                          | 074 | —      |
| február 3.  | Halápy Ede            | festőművész                                                             | 070 | —      |
| február 3.  | Pap Lajos             | erdélyi magyar meseíró                                                  | 039 | —      |
| február 2.  | Dömötör Mihály        | ügyvéd, politikus, rövid ideig belügyminiszter (1920)                   | 086 | —      |
| február 1.  | Kovács Mihály         | római katolikus plébános                                                | 094 | —      |
| február 1.  | Wilhelm Ohnesorge     | német politikus, a Hitler-kormány postaügyi minisztere 1937-től         | 089 | —      |

## Január
| Dátum      | Név                      | Foglalkozás / tisztség                                                            | Kor | Forrás |
| ---------- | ------------------------ | --------------------------------------------------------------------------------- | --- | ------ |
| január 31. | Pásztor József           | újságíró, lapszerkesztő, laptulajdonos                                            | 077 | —      |
| január 29. | Fritz Kreisler           | osztrák születésű, később Amerikába települt hegedűművész, zeneszerző             | 086 | —      |
| január 29. | Paulusz Nándor           | válogatott labdarúgó, csatár, jobbszélső                                          | 062 | —      |
| január 26. | Lucky Luciano            | szicíliai születésű amerikai maffiózó                                             | 064 |        |
| január 23. | Holhos Jánosné           | sorozatgyilkos, a „nikotinos gyilkos”                                             | 026 |        |
| január 22. | Carl Ehrenfried Carlberg | olimpiai bajnok (1912) svéd tornász                                               | 072 | —      |
| január 21. | Békeffi László           | komikus, konferanszié, kabarészerző, színész                                      | 071 | —      |
| január 21. | Harry Dickason           | olimpiai bronzérmes (1912) brit tornász                                           | 071 | —      |
| január 21. | Andrew F. Schoeppel      | amerikai politikus, szenátor (Kansas, 1949–1962)                                  | 067 | —      |
| január 20. | Buzágh Aladár            | Kossuth-díjas kémikus, egyetemi tanár, az MTA tagja                               | 066 | —      |
| január 19. | Maucha Rezső             | kémikus, hidrobiológus, limnológus, az MTA tagja                                  | 077 | —      |
| január 17. | Gerrit Achterberg        | holland költő                                                                     | 056 | —      |
| január 17. | Puhala Sándor            | pedagógiai író, újságíró                                                          | 079 | —      |
| január 16. | Albert William Herre     | amerikai ichthiológus és lichenológus                                             | 093 | —      |
| január 16. | Ivan Meštrović           | horvát szobrász és építész                                                        | 078 | —      |
| január 16. | James Wordie             | skót sarkkutató és geológus, a Brit Királyi Földrajzi Társaság elnöke (1951–1954) | 072 | —      |
| január 14. | Stjepan Ivšić            | horvát szláv-filológus, nyelvész, egyetemi tanár, a Zágrábi Egyetem rektora       | 077 | —      |
| január 13. | Blédy Géza               | nyelvész, lexikográfus                                                            | 053 | —      |
| január 13. | Ernie Kovacs             | magyar származású amerikai komikus és színész                                     | 042 | —      |
| január 12. | Groó Béla                | orvos, balneológus, a Margitszigeti Gyógyfürdő és Szanatórium igazgató-főorvosa   | 083 | —      |
| január 12. | Paula Lizell             | svéd operaénekesnő                                                                | 088 | —      |
| január 11. | Breuer Imre              | építőmérnök, építész, építkezési vállalkozó                                       | 069 | —      |
| január 11. | Enhoff István            | nyitrai és pőstyéni templom- és szobafestőmester, restaurátor                     | 070 | -      |
| január 11. | Orth György              | magyar labdarúgó, később külföldön edző                                           | 060 | —      |
| január 9.  | Dávid Lajos              | matematikus, matematikatörténész                                                  | 080 | —      |
| január 9.  | Ferencz Simon            | politikus, a magyar és nemzetközi munkásmozgalom harcosa                          | 066 | —      |
| január 8.  | Marcus Boas              | holland nemzetközi labdarúgó-játékvezető                                          | 072 | —      |
| január 8.  | Roger Ducret             | olimpiai bajnok (1924) francia vívó                                               | 073 | —      |
| január 7.  | Drexler Béla             | hivatalnok, amatőr entomológus                                                    | 072 | —      |
| január 6.  | Benyovszky Károly        | író, újságíró, műfordító, színháztörténész                                        | 075 | —      |
| január 6.  | John D. Hoblitzell       | amerikai politikus, szenátor (Nyugat-Virginia, 1958)                              | 049 | —      |
| január 3.  | Komáromi Ressl János     | író                                                                               | 037 | —      |
| január 1.  | Diego Martínez Barrio    | spanyol politikus, az emigráns kormány miniszterelnöke                            | 078 |        |